# Ischnochiton alascensis
Ischnochiton alascensis är en blötdjursart som beskrevs av Thiele 1910. Ischnochiton alascensis ingår i släktet Ischnochiton och familjen Ischnochitonidae.
Artens utbredningsområde är Alaska. Inga underarter finns listade i Catalogue of Life.